# Pohlia lutescens
Pohlia lutescens là một loài rêu trong họ Bryaceae. Loài này được Limpr. H. Lindb. mô tả khoa học đầu tiên năm 1899.